# Olympisch Stadion (Nouakchott)
Het Olympisch stadion (Frans: Stade Olympique, Arabisch: الملعب الأولمبي) is een multifunctioneel stadion in Nouakchott, Mauritanië. Het stadion wordt meestal gebruikt voor voetbalwedstrijden. Het heeft ook een atletiekbaan. Er is plek voor 40.000 toeschouwers, nadat werd gerenoveerd in 2002.